# Prêmio Altazor
O Prêmio Altazor de las Artes Nacionales, ou simplesmente Prêmio Altazor, é uma premiação concedida anualmente com o objetivo de incentivar e reconhecer o trabalho artístico em todas as suas áreas no Chile. A primeira edição do prêmio ocorreu em 30 de março de 2000. É entregue em uma cerimônia especial e transmitido em televisão aberta. O prêmio foi idealizado pelo escultor Sérgio Castillo. O prêmio recebe o nome Altazor em homenagem a obra homônima de Vicente Huidobro.

## Edições
| Data                | Local                                | Cidade   | Transmissão                     |
| ------------------- | ------------------------------------ | -------- | ------------------------------- |
| 30 de março de 2000 | Teatro Municipal de Santiago         | Santiago | TVN                             |
| 26 de março de 2001 | Teatro Municipal de Santiago         | Santiago | TVN                             |
| 25 de março de 2002 | Museu Nacional de Belas Artes        | Santiago | TVN                             |
| 7 de abril de 2003  | Matucana 100 Centro Cultural         | Santiago | TVN                             |
| 5 de abril de 2004  | Matucana 100 Centro Cultural         | Santiago | TVN e Cooperativa Rádio         |
| 25 de abril de 2005 | Bicentennial Park                    | Santiago | Chilevisión e Cooperativa Rádio |
| 11 de abril de 2006 | Centro Cultural Palácio de La Moneda | Santiago | Chilevisión e Cooperativa Rádio |
| 11 de abril de 2007 | Centro Cultural Mapocho              | Santiago | Chilevisión e Cooperativa Rádio |
| 7 de abril de 2008  | Parque O'Higgins                     | Santiago | Chilevisión e Cooperativa Rádio |
| 21 de abril de 2009 | Parque O'Higgins                     | Santiago | Chilevisión e Cooperativa Rádio |
| 27 de abril de 2010 | Teleton Teatro                       | Santiago | Chilevisión e Cooperativa Rádio |

## Categorias
- Artes Literárias: melhor narrativa, melhor poesia e ensinos literários.
- Artes Visuais: melhor pintura, melhor escultura, melhor desenho, melhor vídeo, melhor fotografia e melhor ilustração.
- Artes Cênicas: melhor dramaturgia, melhor ator e melhor atriz.
- Dança: melhor coreografia, melhor dançarino e melhor dançarina.
- Música: melhor interpretação nos tipos: clássica, tradicional, pop, jazz e melhor performance musical.
- Cinema: melhor filme, melhor direção, melhor ator, melhor atriz e melhor documentário.
- Televisão: melhor programa, melhor direção, melhor apresentador e melhor apresentadora.